# Lethrus bulbocerus
Lethrus bulbocerus là một loài bọ cánh cứng trong họ Geotrupidae. Loài này được Fischer Von Waldheim miêu tả khoa học năm 1845.